# Hippolyte Bouvier
Hippolyte Bouvier, né à Grenoble en 1807 et mort à Saint-Égrève en 1868, était un gros artisan grenoblois, entrepreneur de charpente, puis spécialiste de l'éclairage au gaz et du chauffage, philanthrope et membre éminent de la loge maçonnique grenobloise Les Arts Réunis.

## Biographie
Fils de Jean-Louis Bouvier (1774-1823), charpentier et entrepreneur en bâtiment et d'Éléonore Rey (1773-1812), il est né en 1807 et perdit sa mère à l'âge de cinq ans. Devenu entrepreneur en bâtiment comme son père, il se maria en 1832 avec Zélie Anne Muguet, mais n'eut pas d'enfant de cette union.
En 1852, il prit comme apprenti Joseph Bouchayer, qu'il considéra rapidement comme un fils adoptif. Il l'encouragea d'ailleurs à prendre pour femme sa nièce Joséphine Beau-Blache, fille de sa sœur Laure Bouvier (1805-1875) et d'Auguste Beau-Blache (1803-1872).
Il laissa ensuite au couple la direction de l'entreprise florissante et prit sa retraite à Saint-Égrève, où il mourut à l'âge de 61 ans. Il permit ainsi à Joseph Bouchayer d'accumuler un capital suffisant pour lancer sa propre société.

## Engagement philanthropique et maçonnique
Hippolyte Bouvier fut une grande figure de la franc-maçonnerie dauphinoise, notamment au sein de la loge grenobloise « Les Arts Réunis »  dont il fut le Vénérable de 1836 jusqu'à sa mort en 1868, et qu'il administra avec le pharmacien Martel et l'avocat Aristide Albert. Les trois hommes soutenaient des convictions humanistes et philanthropiques, et des opinions ouvertement favorables à la Deuxième République.
Il cofonda également la Société de patronage des apprentis indigents en 1846, pour laquelle il obtint le soutien immédiat des Arts Réunis, puis, après 5 ans de fonctionnement, amena le 28 août 1851 cette société sous la responsabilité de la ville de Grenoble, dont il était également conseiller municipal,. La société de patronage soutint à la fois de nombreux apprentis à titre individuel et les institutions éducatives locales, notamment l'école professionnelle de la ville, créée en 1836.
Après le coup d'état de Napoléon III, il prit position contre la mise aux ordres du Grand Orient de France par son nouveau grand maître Lucien Murat, tout acquis à l'empereur et mit en sommeil la loge grenobloise, qu'il réanima ensuite en 1863.
Depuis 1911, une courte rue porte son nom à Grenoble, reliant le cours Jean-Jaurès à la rue Joseph-Rey.